# Tiit Sokk
Tiit Sokk (Tartu, 15 novembre 1964) è un allenatore di pallacanestro ed ex cestista estone, fino al 1991 sovietico. Entrambi i suoi figli, Tanel e Sten, sono giocatori di pallacanestro.

## Carriera
Con l'Unione Sovietica ha disputato i Giochi olimpici di Seul 1988, due edizioni dei Campionati mondiali (1986, 1990) e i Campionati europei del 1989.
Da allenatore ha guidato l'Estonia ha disputato i Campionati europei del 2015.

## Palmarès

### Giocatore
- Coppa dei Campioni - Eurolega: 1

Panathinaikos: 1995-96
- Campionato sovietico: 1

1990-91
- Campionato estone: 1

1991-92
- Coppa di Estonia: 1

1992
- Coppa di Grecia: 2

Panathinaikos:	1992-93, 1995-96